# Мартыновка (приток Мологи)
Мартыновка — река в Устюженском районе Вологодской области России, правый приток Мологи.
Начинается у деревни Мартыново, течёт по территории Моденского сельского поселения на север, потом на восток и впадает в Мологу в 12 км от её устья, выше деревни Бугры. Крупнейший приток (левый) — река Липка. Длина реки составляет 10 км.

## Данные водного реестра
По данным государственного водного реестра России относится к Верхневолжскому бассейновому округу, водохозяйственный участок реки — Молога от истока и до устья, речной подбассейн реки — Реки бассейна Рыбинского водохранилища. Речной бассейн реки — (Верхняя) Волга до Куйбышевского водохранилища (без бассейна Оки).
Код объекта в государственном водном реестре — 08010200112110000007266.